# 桃李臺

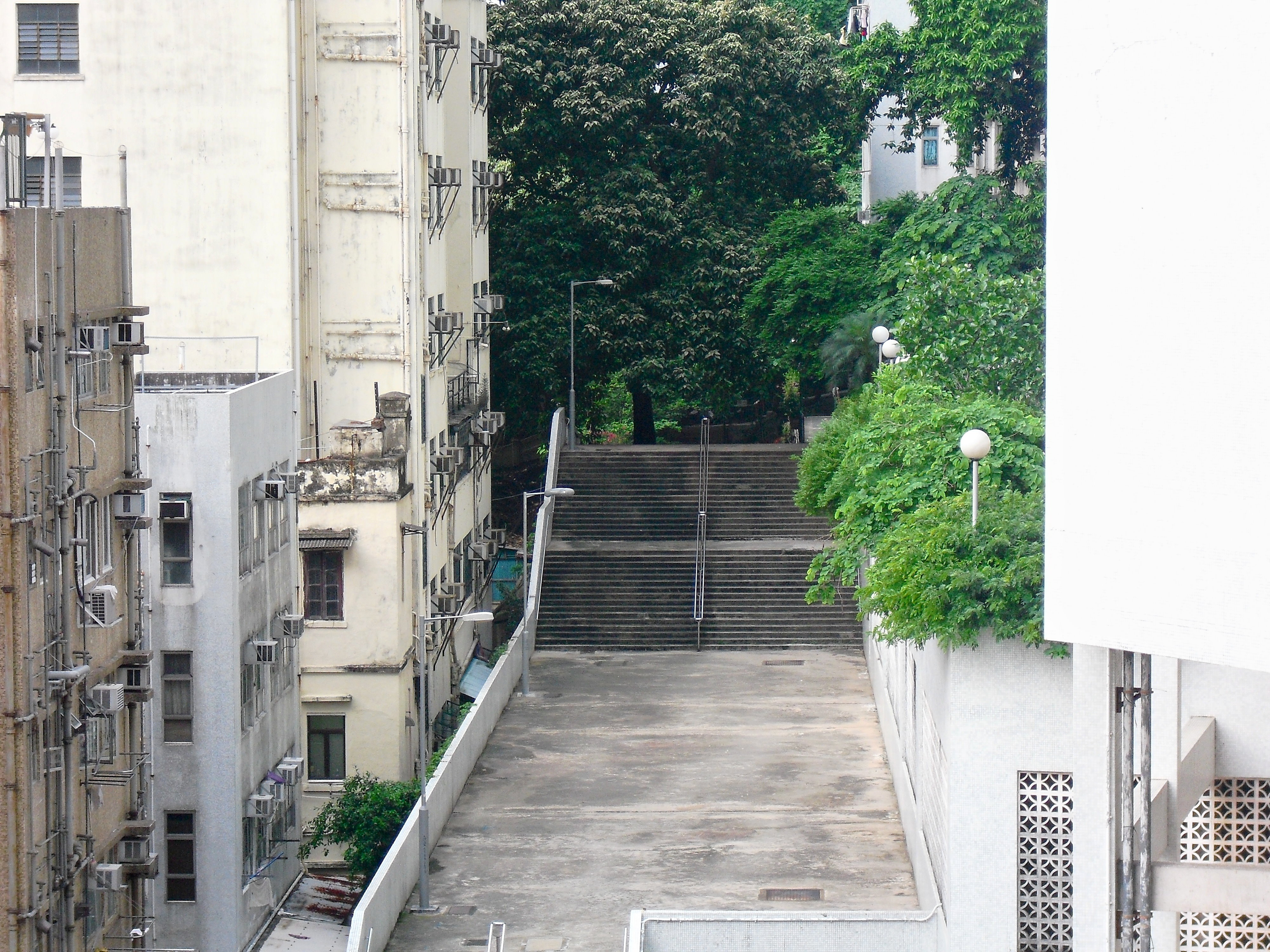
桃李臺樓梯

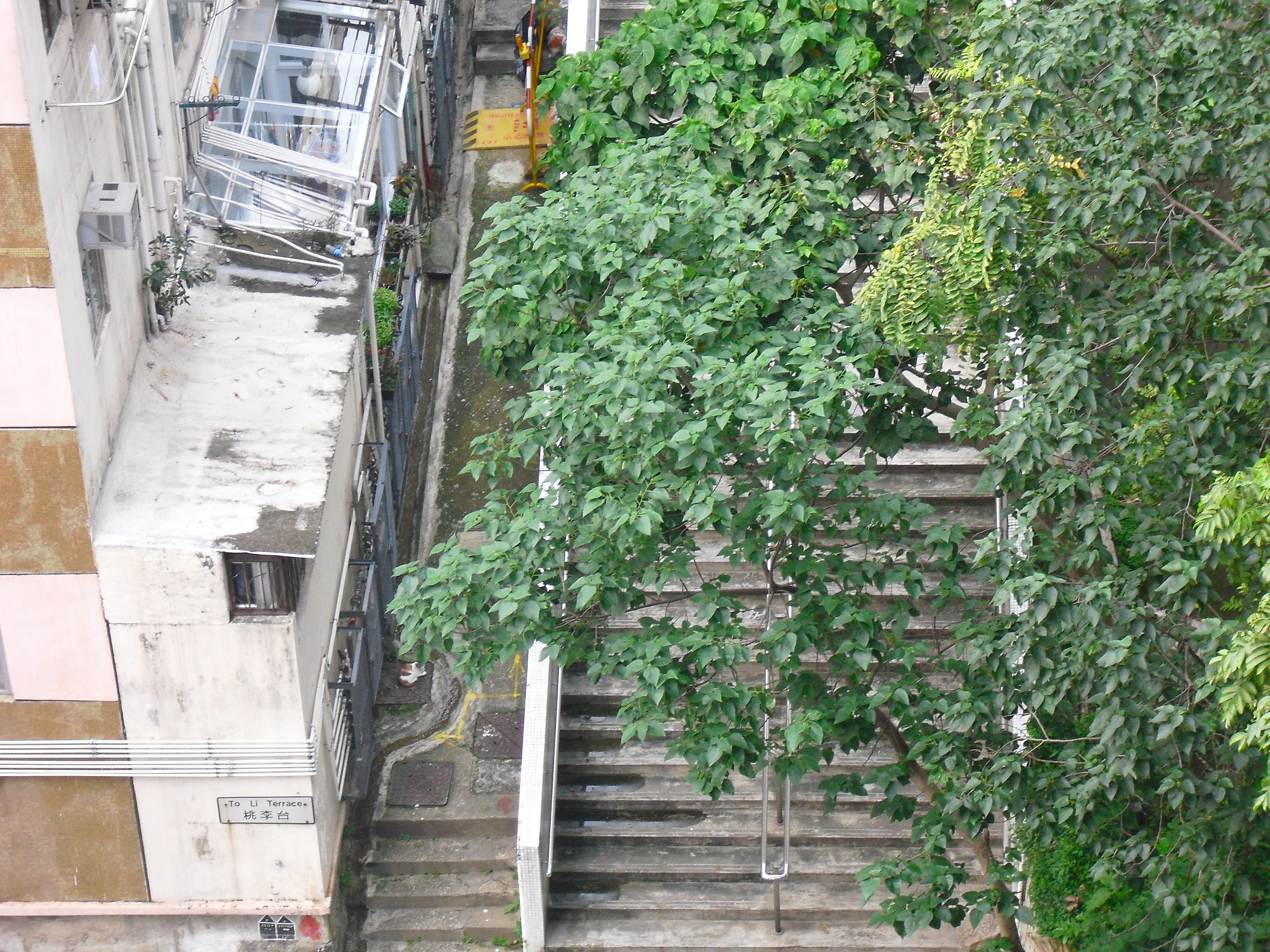
俯瞰桃李臺與山市街交界

桃李臺（通稱桃李台）是香港島西堅尼地城區內的一條民居私家街道，是西環七臺之一。桃李臺位置在卑路乍街以南，山市街以東，薄扶林道以北。
西環七臺中有六臺均以中國唐代詩人李白命名，其中太白臺的「太白」正是李白的字；青蓮臺取自李白的號青蓮居士；桃李臺的出處源於李白古文作品《春夜宴桃李園序》；羲皇臺的由來是李白曾在《戲贈鄭溧陽》的詩句中自稱羲皇人；學士臺指的是唐玄宗任李白為翰林學士；紫蘭臺的「紫蘭」曾在李白的《答杜秀才五松見贈》詩提及過：「浮雲蔽日去不返，總為秋風摧紫蘭」。李寶龍臺則以十分鍾愛李白的西環七臺住宅區地產商李寶龍命名。
桃李臺近山市街的一段有一道長樓梯，通住學士臺住宅和桃李園。街道的另一端為分岔路，沿樓梯向北走可到達青蓮臺或魯班先師廟，沿樓梯向南走能前往薄扶林道。
著名上海青幫三大亨之一杜月笙流亡香港時在桃李臺居住及這裡病逝。
1. ↑  《趣談香港街道》爾東編，ISBN 962-973-967-4，第181頁
2. ↑  . 香港地方志中心.   [2023-09-26]. （原始内容存档于2023-10-01）.